# Escuela Técnica Superior de Ingeniería de Edificación (Universidad de Granada)
La Escuela Técnica Superior de Ingeniería de Edificación (ETSIE) de Granada es un centro docente perteneciente de la Universidad de Granada, dedicado a la docencia e investigación de los estudios relacionados con la ingeniería de edificación. 
La Escuela Técnica Superior de Ingeniería de la Edificación se encuentra situada en el Campus Universitario de Fuentenueva, junto a la Facultad de Ciencias y a la Escuela Técnica Superior de Ingenieros de Caminos, Canales y Puertos. 
Con la adopción del Espacio Europeo de Educación Superior, cambió su denominación de Escuela Universitaria de Arquitectura Técnica por la actual.

## Docencia
Actualmente en la Escuela Técnica Superior de Ingeniería de Edificación de la Universidad de Granada se imparten los siguientes estudios universitarios oficiales:
- Grado en Edificación
- Máster Universitario en Ciencia y Tecnología en Patrimonio Arquitectónico
- Máster Universitario en Ingeniería Acústica
- Máster Universitario en Estructuras
- Máster Universitario en Gestión y Seguridad Integral en Edificación
- Máster Universitario en Urbanismo

Además imparte varios títulos propios de posgrado.

## Instalaciones y servicios

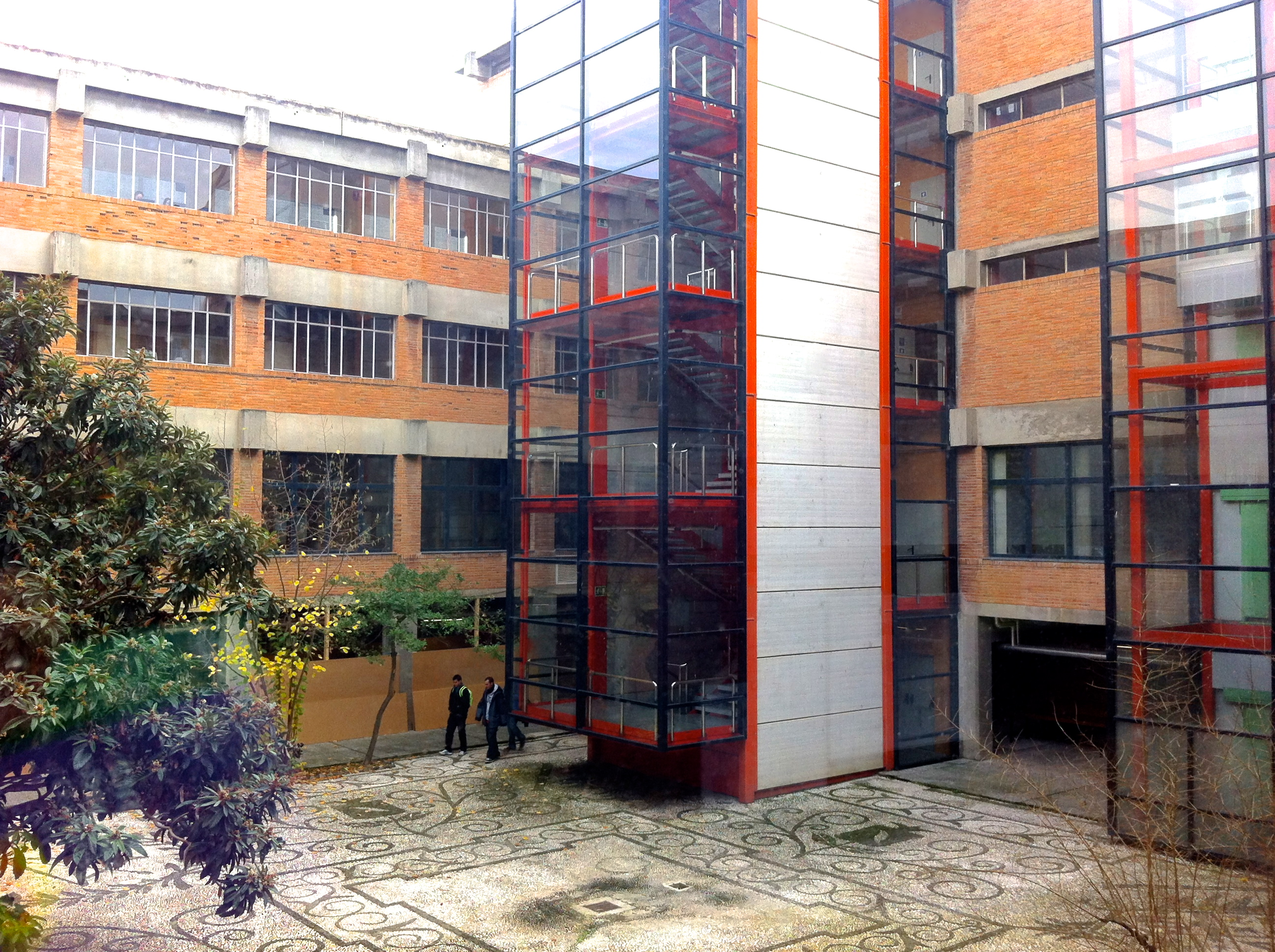
Vista del patio interior central de la ETSIE

El edificio de la ETSIE fue inaugurado en 1972, obra de los arquitectos Carlos Pfeifer y Alberto López Blanco. Se trata de un edificio de cuatro cuerpos distribuidos alrededor de un patio central de forma casi cuadrada. Tres de los cuerpos cuentan con cuatro plantas, llegando el cuarto a alcanzar seis alturas.
El centro cuenta con múltiples aulas docentes, servicios administrativos, despachos docentes, aulas prácticas y dos salas de estudio, una de ellas gráfica, dedicada al trabajo en grupo. El centro también cuenta con cuatro aulas de informática.
La Biblioteca universitaria se encuentra en el Edificio Politécnico, contiguo a la ETSIE.
Se estructura en una gran patio central, casi cuadrado, alrededor del cual se distribuyen los cuatro cuerpos del edificio. Tres de dichos cuerpos tienen una altura de cuatro plantas, llegando a seis altura en uno de ellos.

## Departamentos docentes
La Escuela Técnica Superior de Ingeniería de Edificación es la sede principal de los departamentos docentes de la Universidad de Granada relacionados con la ingeniería y la expresión gráfica aplicadas a la edificación. Concretamente, los siguientes departamentos tienen su sede principal en la ETSIE:
- Departamento de Construcciones Arquitectónicas
- Departamento de Expresión Gráfica Arquitectónica y en la Ingeniería

Además, hay otros departamentos que, aunque tienen su sede en otros centros de la UGR, también tienen actividad docente en la ETSIE: Departamento de Derecho Administrativo, Departamento de Filología Inglesa y Alemana, Departamento de Filología Francesa, Departamento de Matemática Aplicada, Departamento de Física Aplicada y Departamento de Mecánica de Estructuras e Ingeniería Hidráulica.